# ساري جالو
ساري جالو هي قرية في مقاطعة خدا أفرين، إيران. عدد سكان هذه القرية هو 382 في سنة 2006.